# Чеботарёв, Харитон Андреевич
Харито́н Андре́евич Чеботарёв (1745 или 1746 — 26 июля [7 августа] 1815) — русский учёный-географ, профессор, первый выборный ректор Московского университета, первый председатель Московского общества истории и древностей российских.

## Биография
Родился около 1746 года в Вологде, в семье сержанта. После смерти отца был отправлен учиться в Москву; 16 ноября 1755 года был принят «на свой кошт» в разночинское отделение университетской гимназии и через шесть лет, в 1761 году, стал казённокоштным студентом; 30 июня 1763 года был переведён из ректорского класса на философский факультет Московского университета. «В студенческие годы Харитон Андреевич подрабатывал переводами и уроками; за неимением денег на покупку учебных книг, он их переписывал для себя от руки. После окончания университета в 1764 году Чеботарев намеревался стать монахом, дабы мирские заботы не отвлекали его от научных занятий. Однако вскоре передумал и решил посвятить всю свою жизнь служению Московскому университету».
После окончания университета был назначен на должность хранителя книжного фонда в университетскую библиотеку. В 1767 году Чеботарёв стал преподавать в Университетской гимназии историю и географию, а с 1773 года и русскую словесность («российский стиль»); с 1776 года — экстраординарный профессор, с 31 октября 1778 года — ординарный профессор (первоначально по кафедре логики и нравоучений, а после смерти И. Г. Рейхеля — русской истории), а после смерти А. А. Барсова в 1791 году — классической словесности. С 1778 по 1783 годы он был секретарём университетской Конференции, инспектором университетской гимназии и учительской семинарии.
Был посвящён в масонство в масонской ложе «Равенства», в том же году секретно был посвящён во «все» дополнительные масонские степени. В 1776 году стал членом-основателем ложи «Озириса», занимал в ней ряд офицерских должностей. С 1781 года член ложи «Трех знамён», которой руководил И. Г. Шварц. В 1782 году стал руководителем (мастером стула) новой ложи — «Сфинкс». В 1782 году был принят в «теоретический градус», а в 1785 году — И. В. Лопухиным во внутренний Орден розенкрейцеров. Х. А. Чеботарёв был другом Николая Ивановича Новикова, орденское имя его было «Tithonus a Terruca». Секретарь Дружеского учёного общества.
С 1786 года — надворный советник; в 1797 году произведён в коллежские советники; редактировал газету «Московские ведомости», был первым секретарём первого из научных обществ, возникших при университете — «Вольного Российского собрания». Чеботарёв — первый заслуженный профессор Московского университета.
В 1803 году, после университетской реформы, Х. А. Чеботарёв был избран ректором Московского университета и находился на этом посту до 1805 года. В этот период были учреждены Общество истории и древностей Российских, физико-медицинское общество и общество испытателей природы; у медико-хирургической академии был приобретён аптекарский огород, чем было положено начало университетскому Ботаническому саду.
С 1806 до 2 декабря 1810 года был председателем императорского Общества истории и древностей российских при Московском ун-те (после жалобы в 1810 году П. И. Голенищева-Кутузова А. К. Разумовскому на бездеятельность общества закрыто).
По истечении ректорского срока Х. А. Чеботарёв оставался в Правлении Московского университета на должности непременного заседателя. В 1809 году был произведён в статские советники.
Во время пожара 1812 года потерял всю библиотеку и свои бумаги, испытал большое потрясение и вследствие этого его разбил паралич.
Похоронен на Ваганьковском кладбище; могила утрачена.

## Научные труды

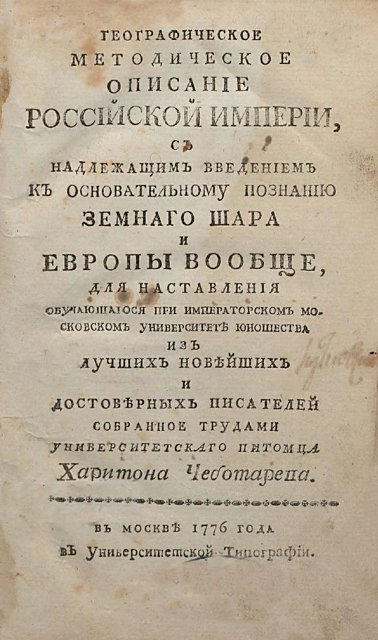

В 1769 году Чеботарёв издал краткий перевод «Всеобщей истории» И. Фрейера , приложив к ней «Краткий Российский летописец» М. В. Ломоносова; в 1776 году — первое университетское руководство (курс) по русской географии — первый учебник отечественной географии: «Географическое методическое описание Российской империи…».
Вместе с А. А. Барсовым он сделал «Выписки» из русских летописей до 1276 года (в Синодальной и Патриаршей библиотеках и Московском архиве) для предпринятых по приказанию Екатерины II «Записок о древнейшей русской истории» — были опубликованы в «Чтениях» Общества истории и древностей российских (1847. — № 9).
В течение восьми лет работал над сводом сказаний четырёх евангелистов, который под наименованием «Четверо-Еваггелие» был издан в 1803 году.
Из других его трудов: «Слово о изобретении искусства письма» (1776), «О способе и путях, ведущих к просвещению» (1779), «Историческое и топографическое описание городов Московской губернии с их уездами» (1787) и др.
Согласно концепции Чеботарёва, славяне, до переселения в Россию, жили на Дунае, принадлежали к тому «древу», из которого вышли германцы, римляне и греки, и находились в родственной связи с племенами, обитавшими в древности на территории от Каспийского моря в Малой Азии до Дуная в Европе. До появления в России славян её первобытными жителями были венды, готы и финны на севере и на юге — все народы, приходившие из глубин Азии и устремлявшиеся в Европу. Варягами Чеботарёв называл племена, жившие по берегам Балтийского моря и Финского залива, а руссами считал народ, занимавший побережье Чёрного моря и родственный хозарам, болгарам, аланам и лазам. Вслед за Шлецером, историю России делил на пять периодов: Россия рождающаяся (812—1015), Россия раздробленная (1015—1223), Россия порабощённая (1223—1463), Россия побеждающая (1463—1725), Россия процветающая (с 1725).

## Семья[источникне указан 456 дней]
Мать — Федора Степановна, в 1790 году ей был 81 год, ум. до 1802 г.
Жена — Софья Ивановна, в ревизию 1811 года поручала надворному советнику Петру Ивановичу Михайлову своего дворового человека Тита Калинина, купленного в 1800 году приписать к дому действительной статской советницы Марьи Ивановны Ключаревой, по неимению за нею, Софьей Ивановной нигде деревень и дома. Православная, но в 1790 и 1802 году в исповедных ведомостях не указана. Не вторая ли она жена? В московских метрических книгах упоминается в восприемницах с 1794 года. В 1809 году, 24 ноября, вместе с надворным советником Матвеем Яковлевичем Мудровым крестила Николая, сына адъюнкта Тимофея Ивановича Перелогова; в 1804 году, 19 ноября, в доме надворной советницы Ольги Ивановны Ильинской у зятя её титулярного советника Тимофея Ивановича Перелогова креситила дочь Екатерину.
Сын — Андрей Харитонович, адъюнкт химии и технологии; переводчик. В исповедных ведомостях за 1790 год — шестилетний, в 1802 году ему — 18 лет.
Дочь — Софья; родилась 29 января 1789 года, крещена в церкви Николая Чудотворца, что в Гнездиках Никитского сорока 17 февраля, восприемниками её были бригадир Иван Владимирович Лопухин и вдова полковница Елисавета Петровна Кастагорова; была замужем за М. Я. Мудровым, который её ещё в одиннадцатилетнем возрасте вылечил от оспы и тогда же был наречён женихом.
Дочь — Екатерина; умерла 10 июня 1797 года в пятилетнем возрасте, погребена на Ваганьковском кладбище.
Племянницы: Марфа Мартыновна, в 1790 г. — 19 лет; Александра Мартыновна, в 1802 г. — 24 года; Марфа Леонтьевна, в 1802 г. — 41 год.